# Église Saint-Martin de Sorbais
L'église Saint-Martin de Sorbais est une église située à Sorbais (Aisne), en France.

## Description

### Galerie

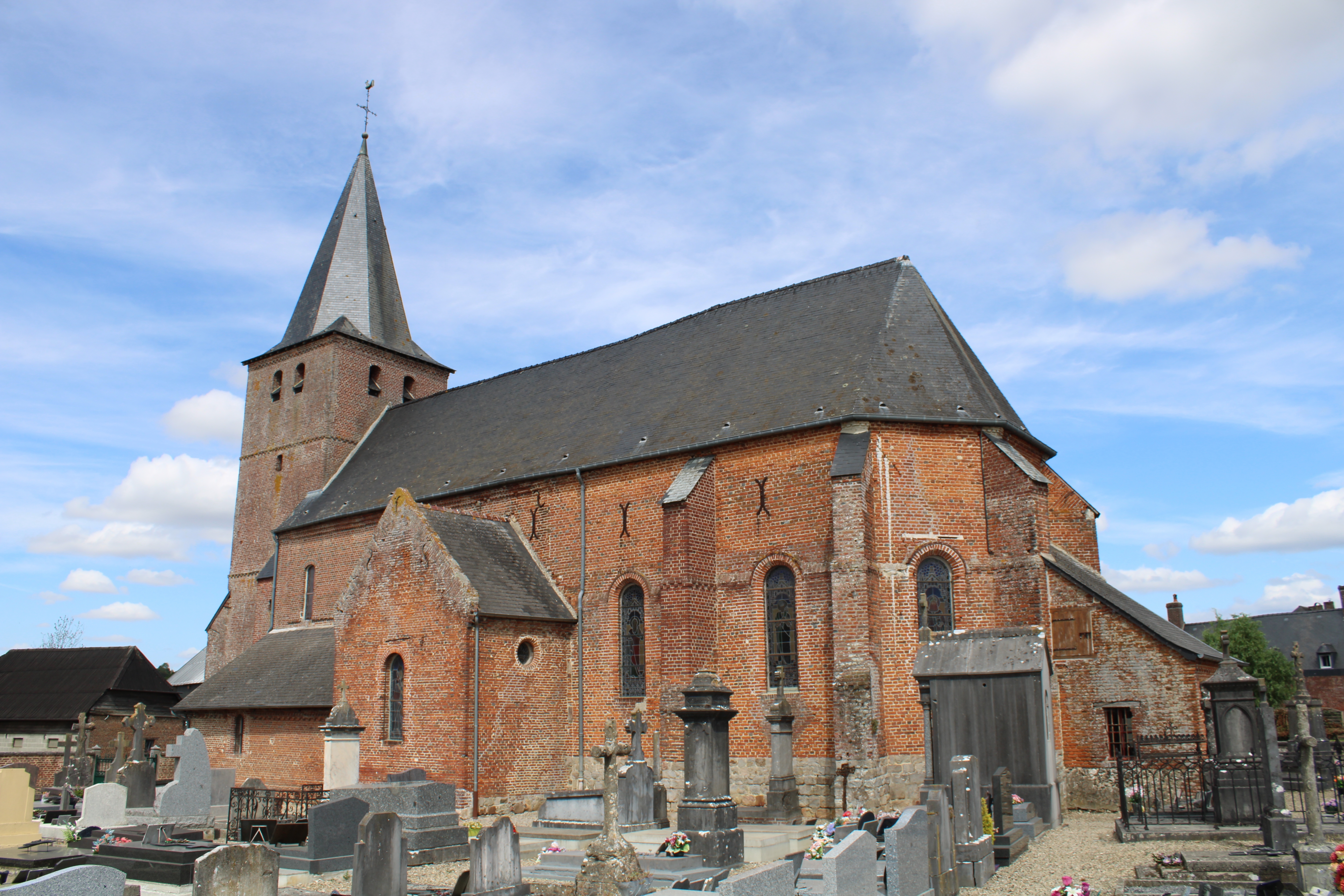
Vue de l'église côté sud.
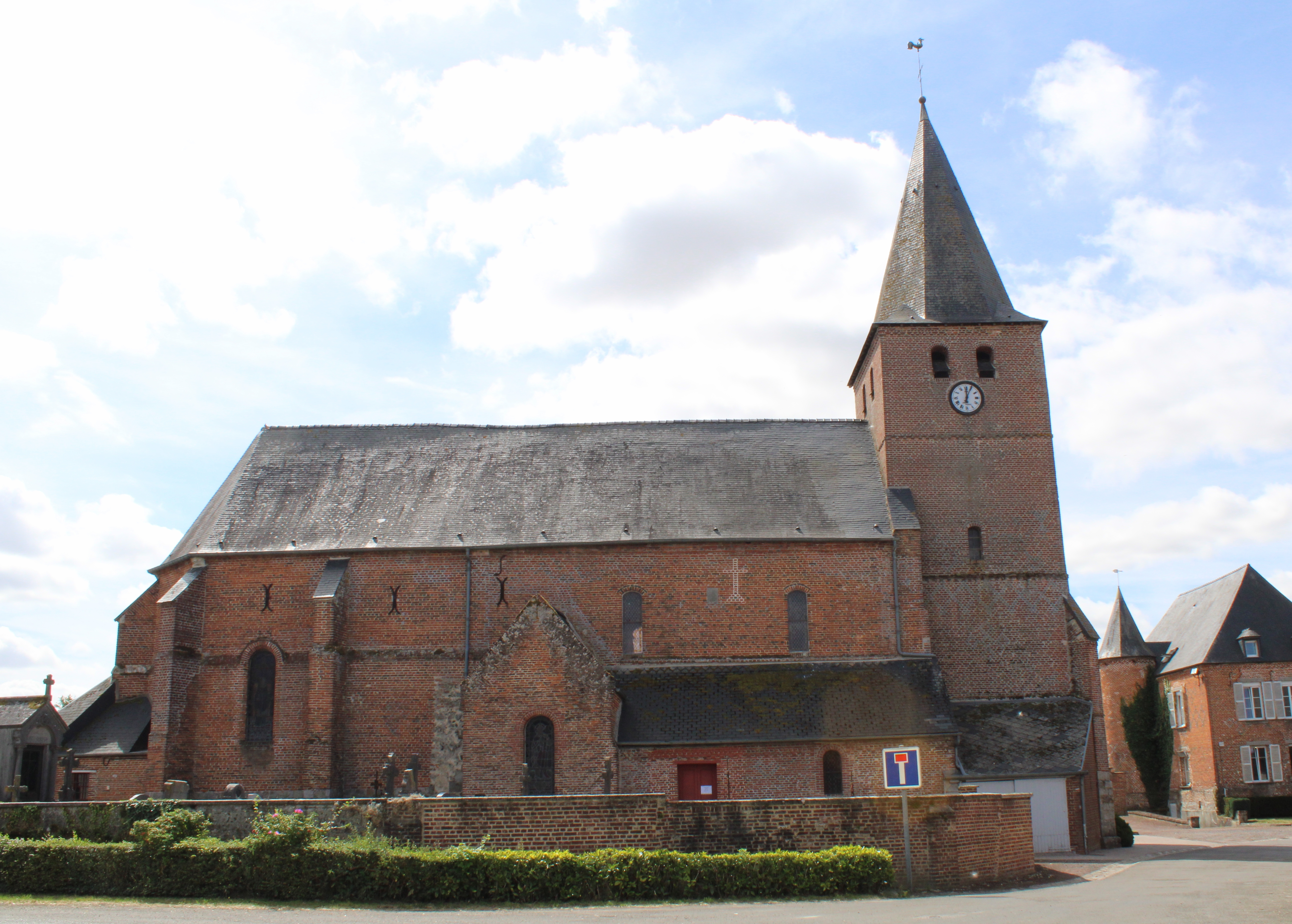
Vue de l'église côté nord.
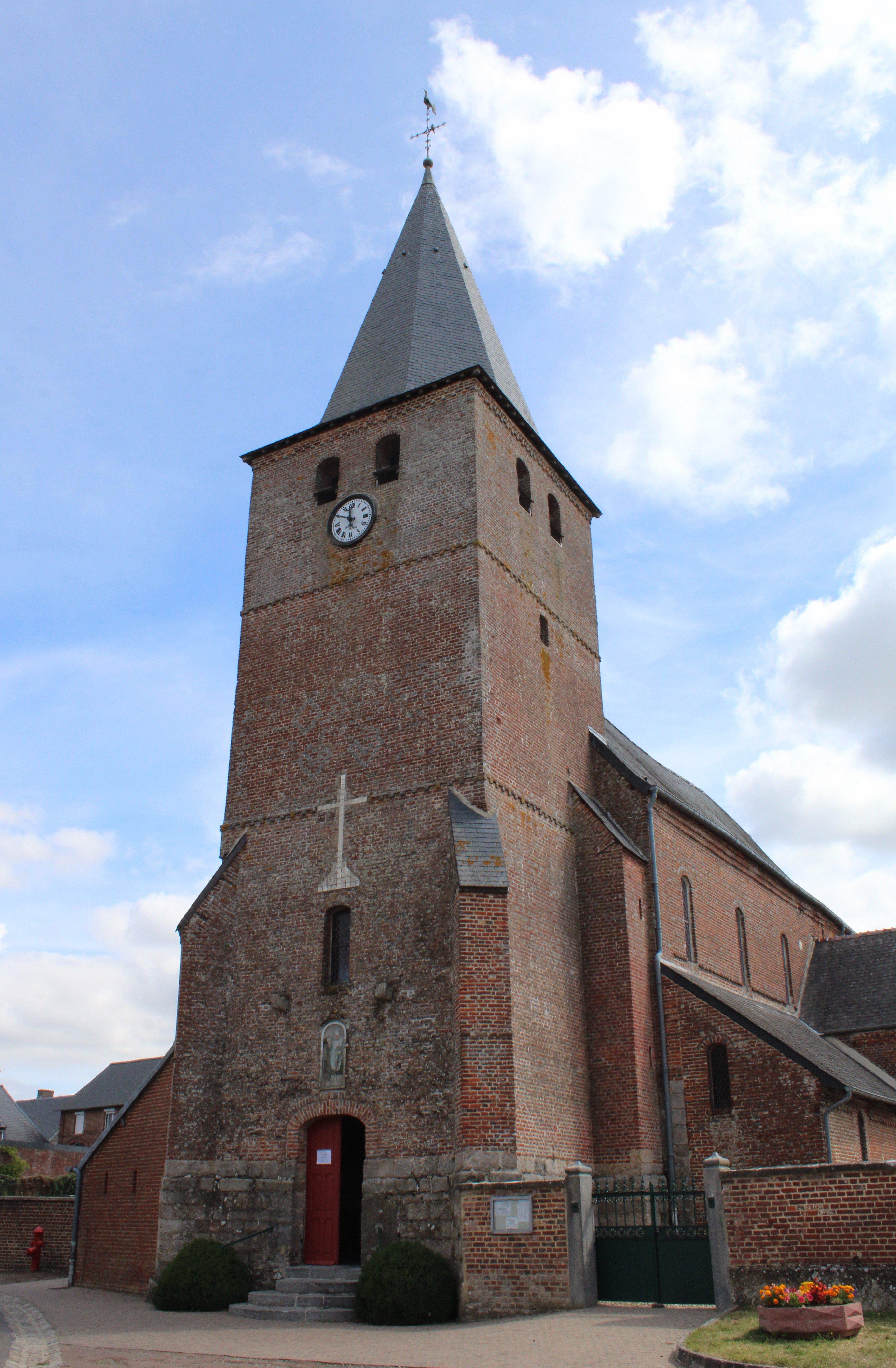
Le clocher-donjon.
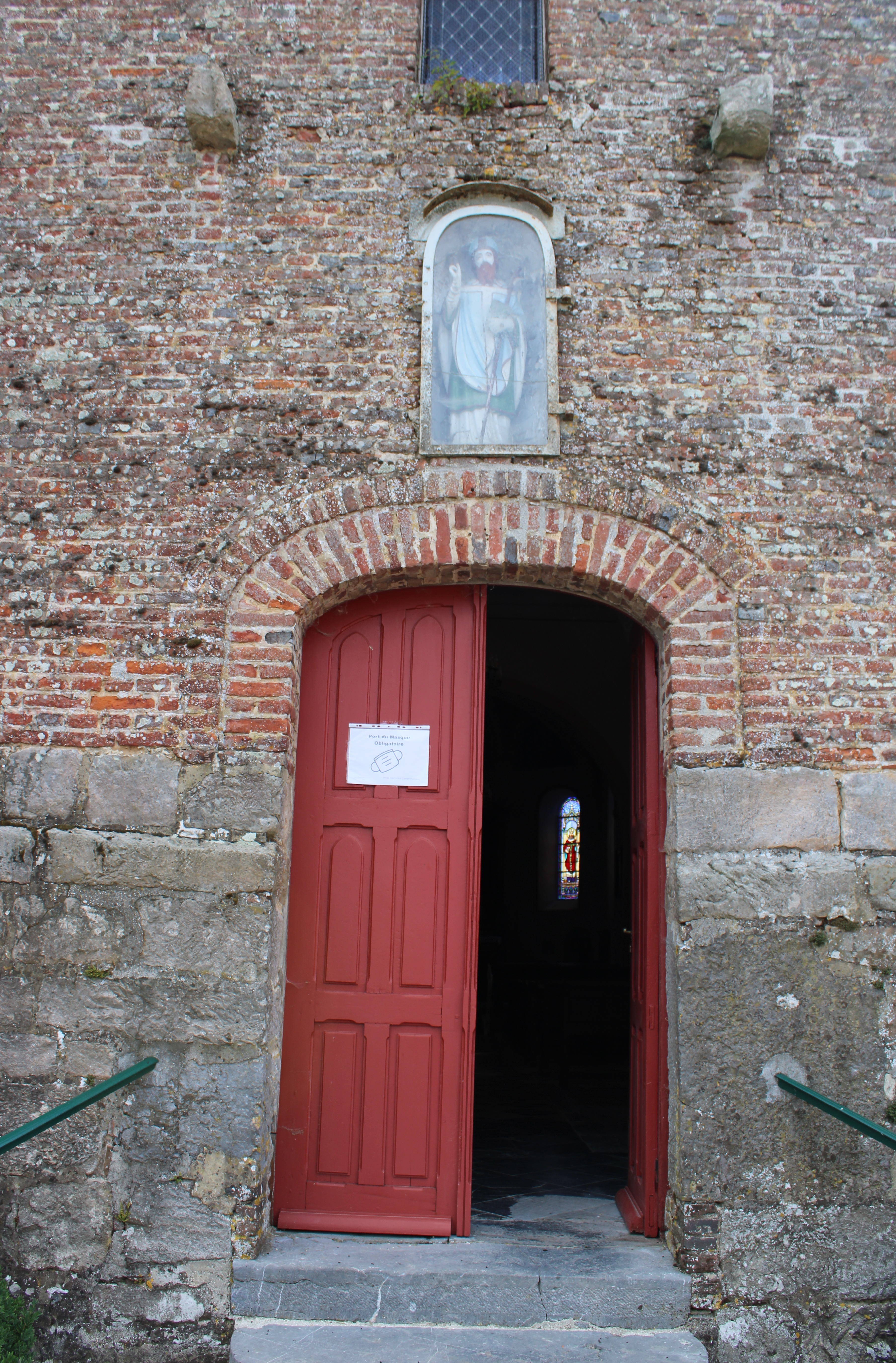
Le porche surmonté de la statue de Saint-Martin.

### Galerie: intérieur de l'église.

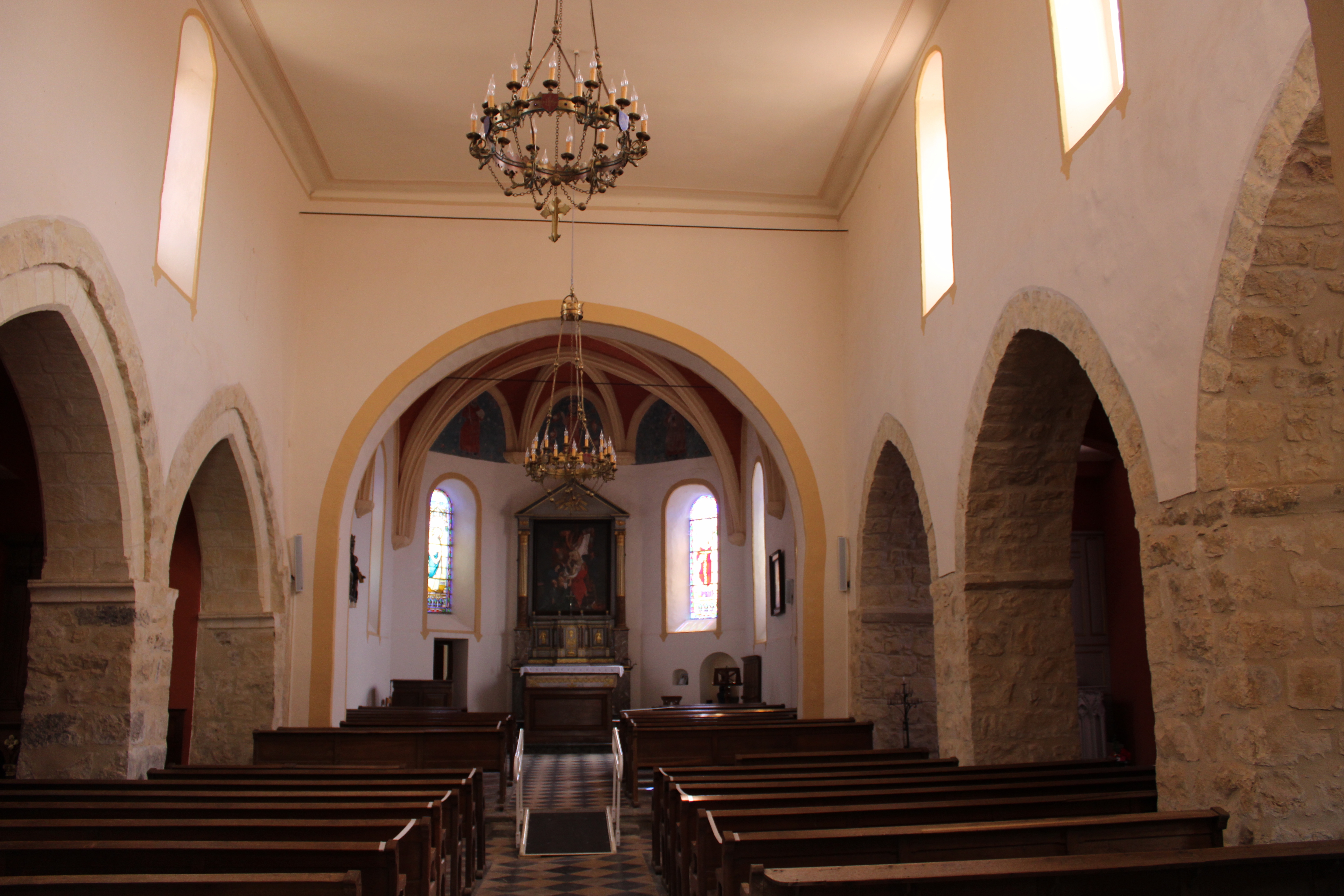
La nef côté chœur.
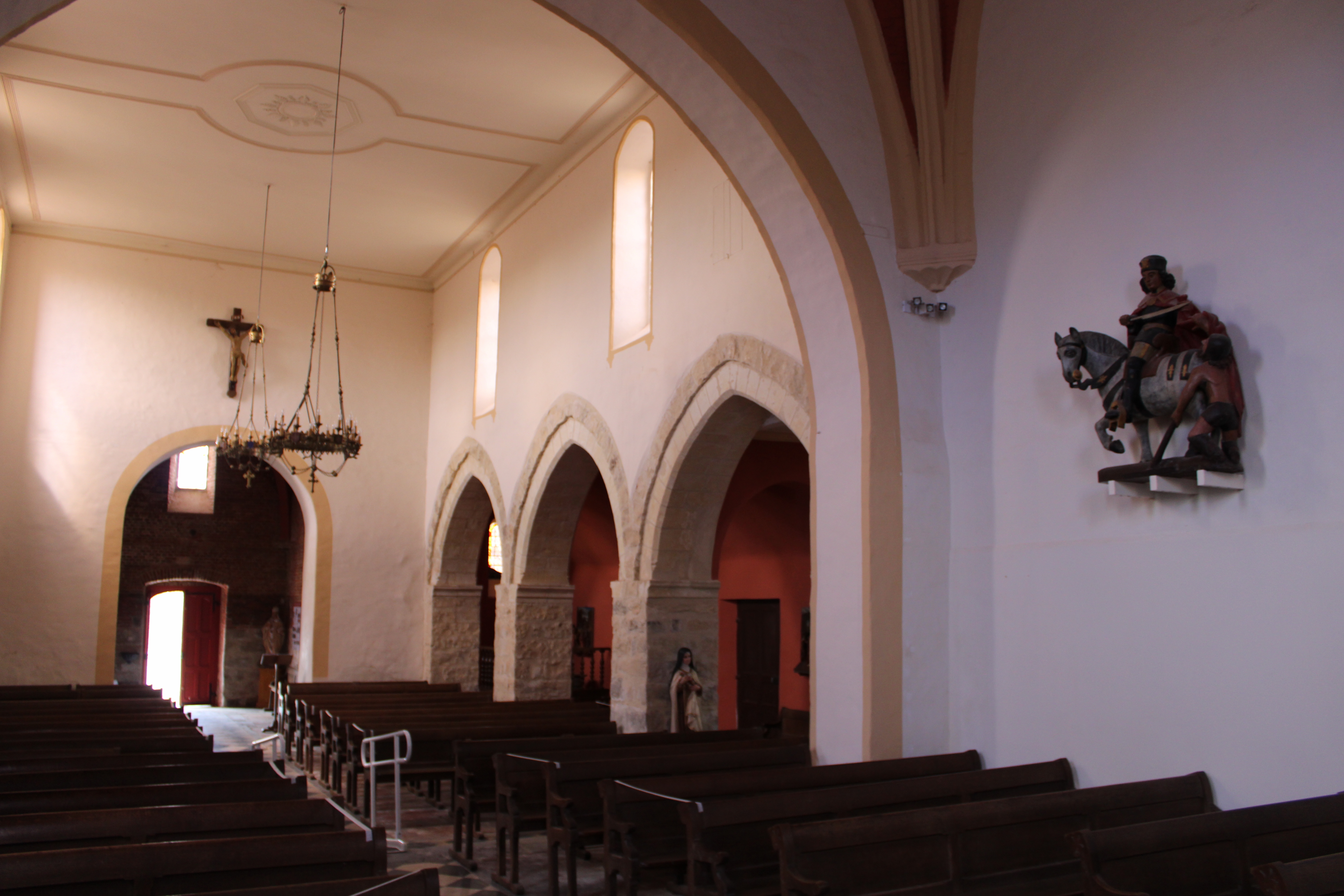
Vue de l'église côté porche.
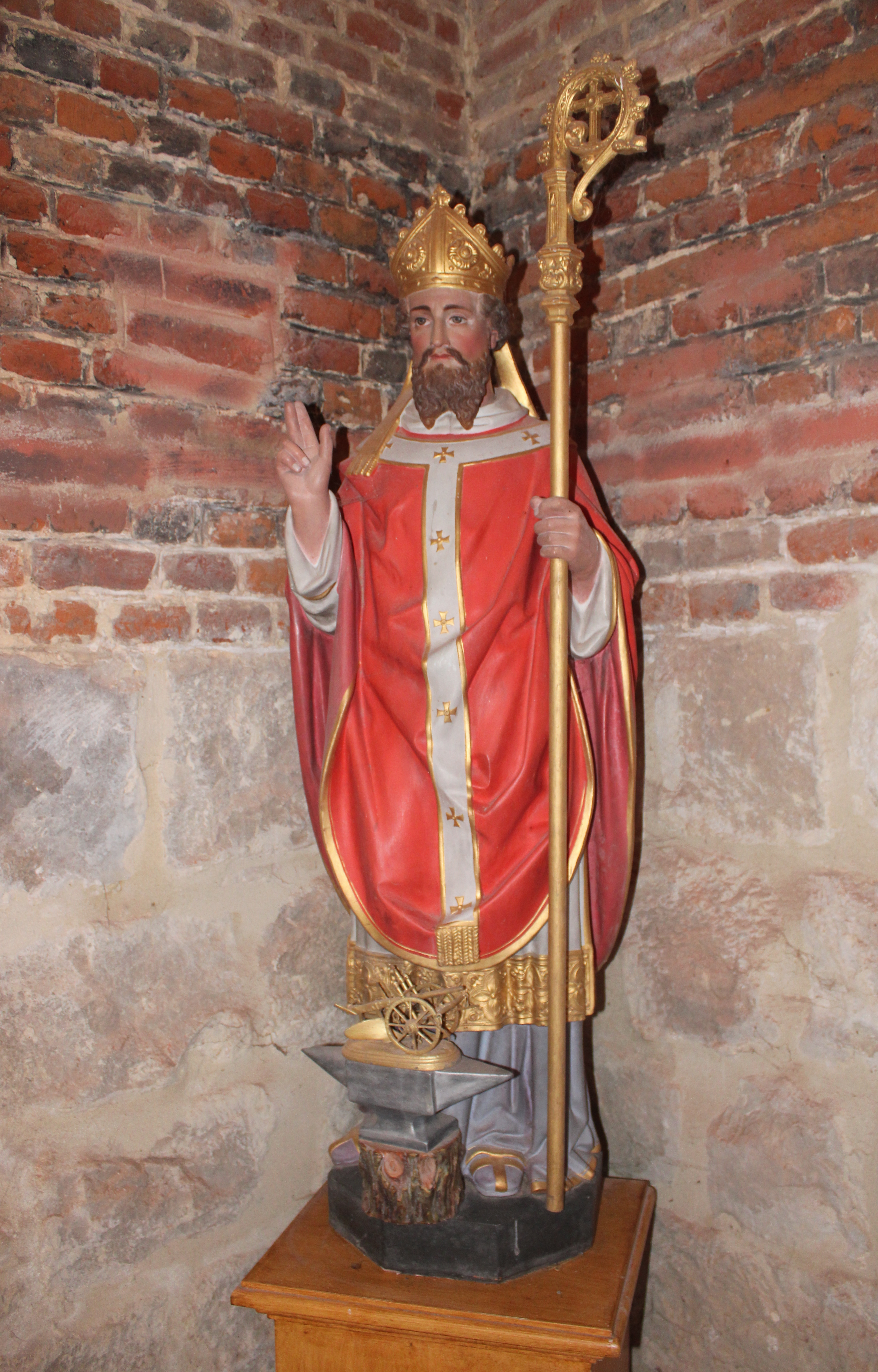
Statue de Saint-Eloi.
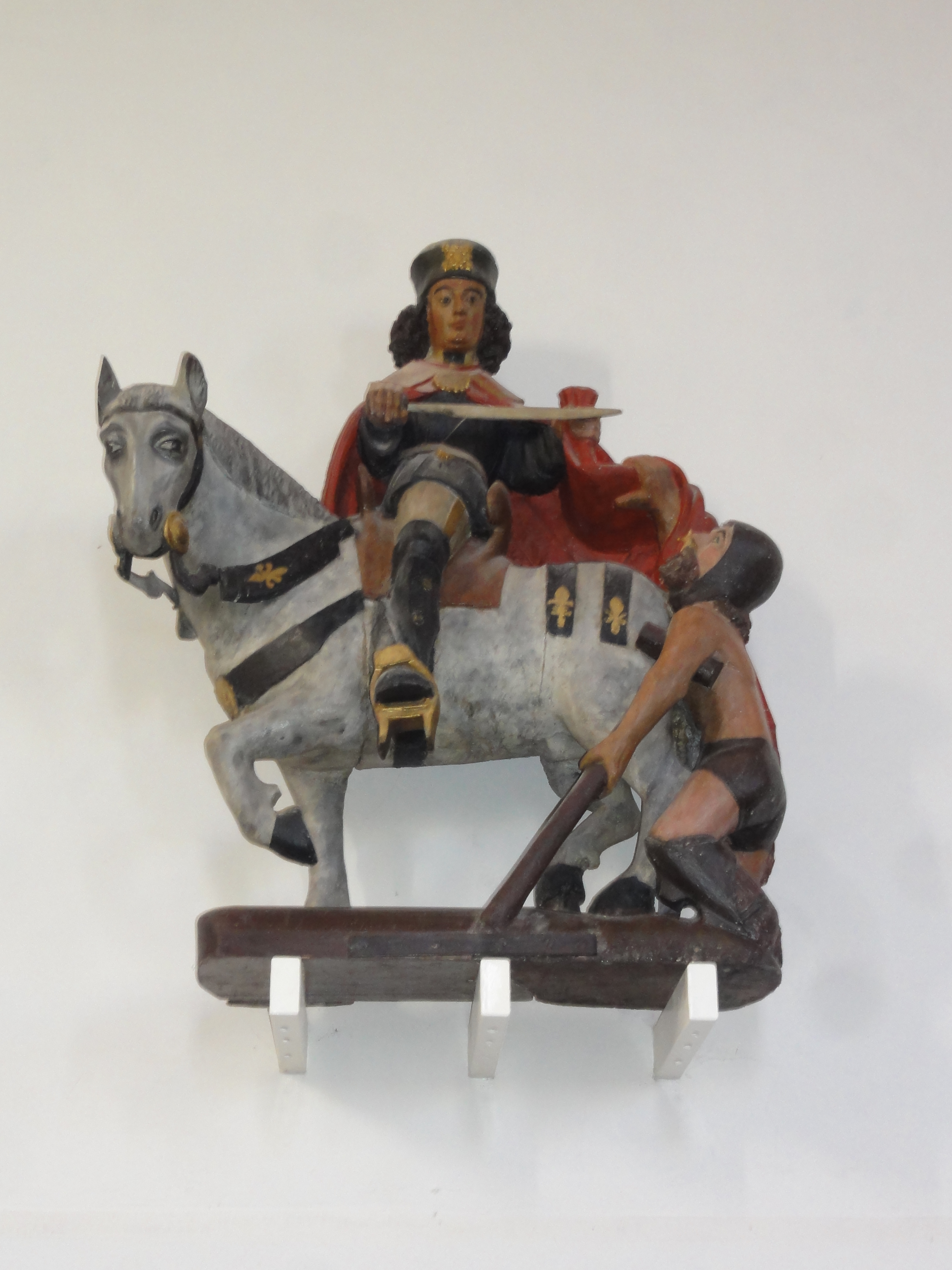
La Charité de Saint-Martin: statue en bois polychrome du XVIè siècle.
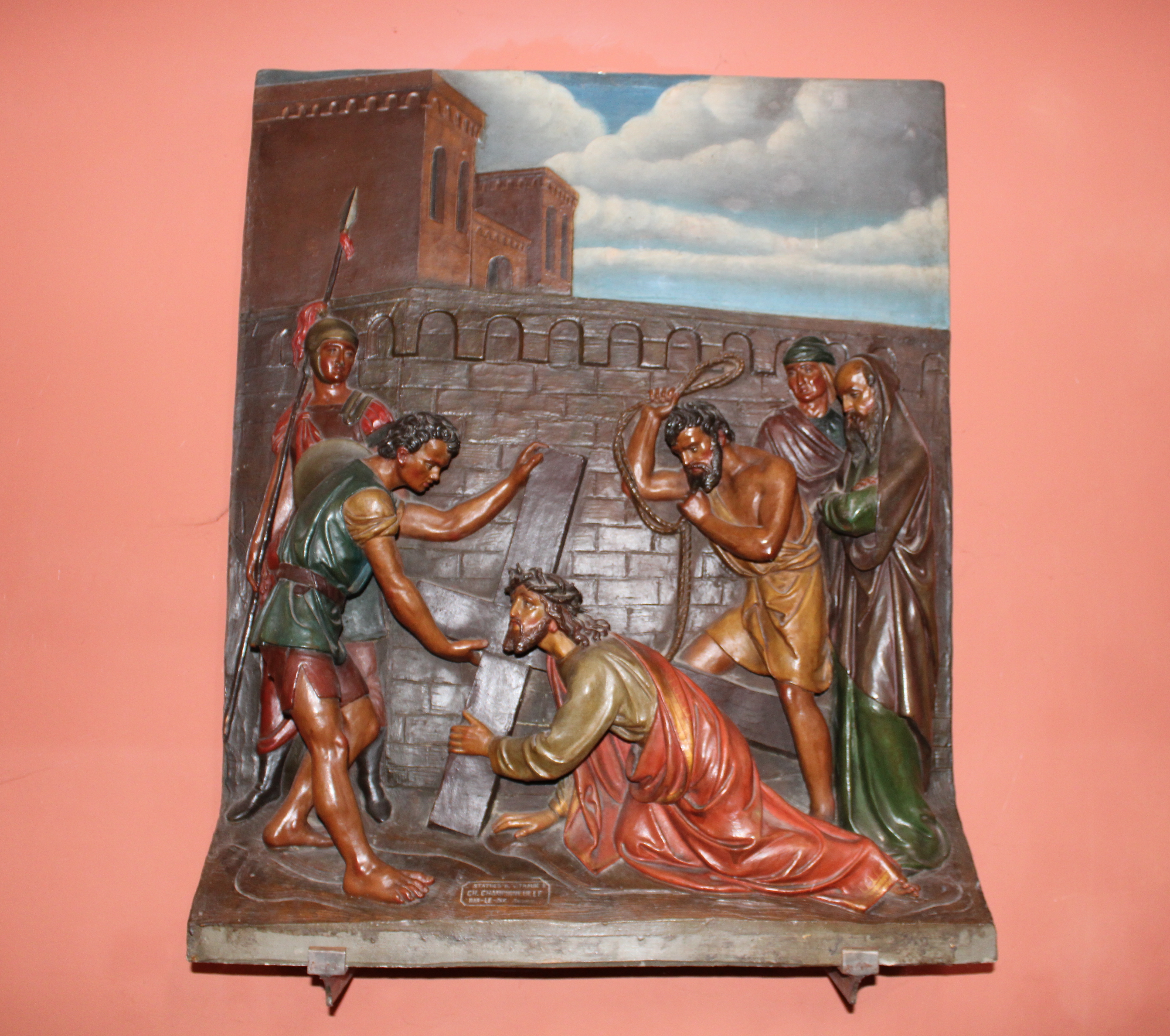
Station du Chemin de croix.
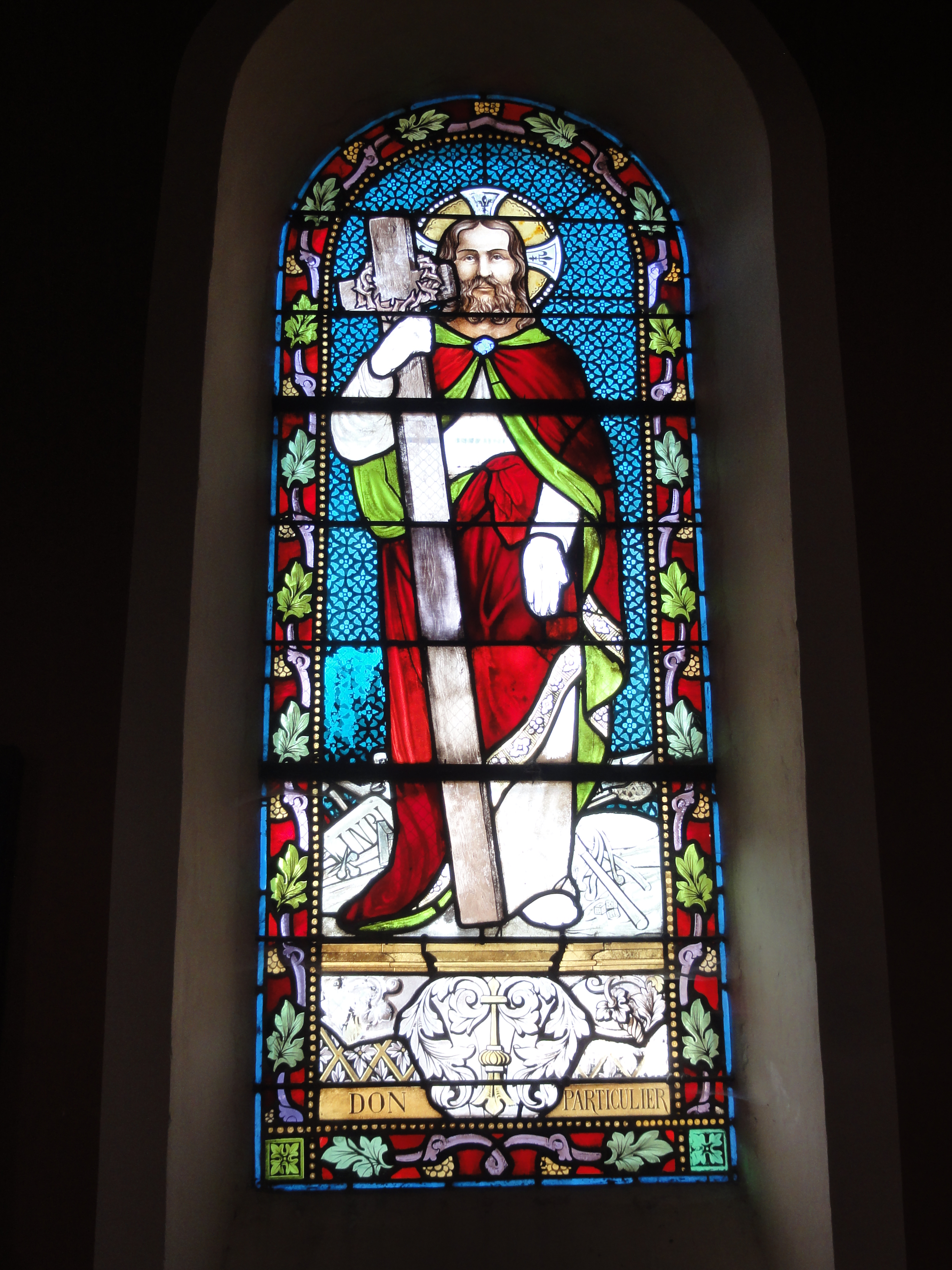
Vitrail de Saint-Martin.

## Localisation
L'église est située sur la commune de Sorbais (Aisne), dans le département de l'Aisne.